# Anastasius Fortunatus Raimondus Grallert

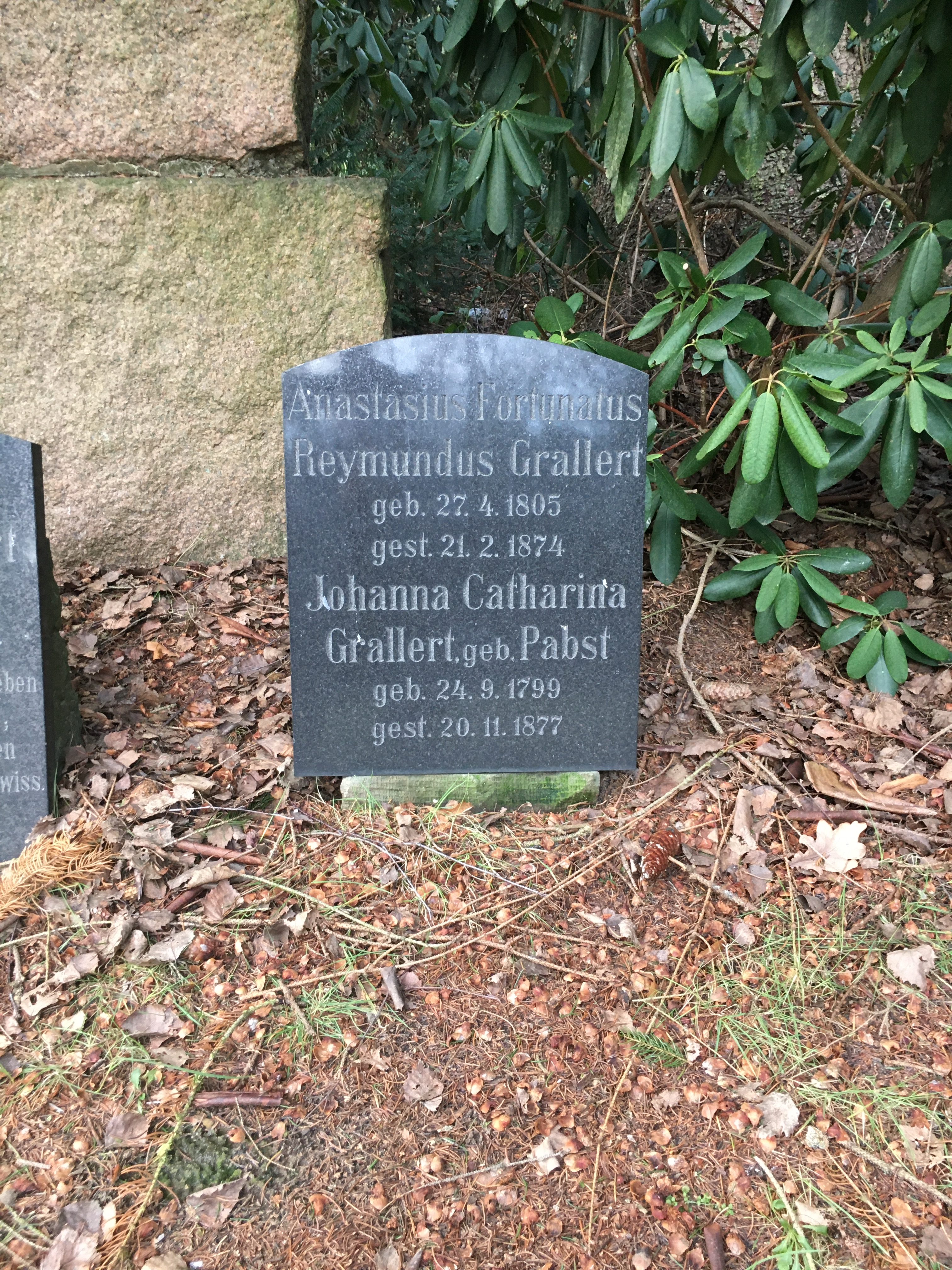
Grabstätte Anastasius F. R. Grallert auf dem Friedhof Ohlsdorf

Anastasius Fortunatus Raimondus Grallert (* 27. April 1805 in Voigtsdorf bei Schömberg/Landkreis Landeshut i. Schles.; † 21. Februar 1874 in Hamburg) war ein deutscher Schlachtermeister und Politiker.

## Leben
Grallert gehörte der Hamburger Konstituante an. Von 1859 bis 1865 war Grallert Mitglied der Hamburgischen Bürgerschaft. 
Seine letzte Ruhestätte fand er in der Familiengrabstätte auf dem Hamburger Friedhof Ohlsdorf im Planquadrat P 9. 